# イアン・ロッテン
イアン・ロッテン（Ian Rotten，1970年6月1日生）―本名：ジョン・ウィリアムズ（John Williams)―は、アメリカ合衆国出身のプロレスラー。『ジョニー・ローラー』と『ザック・ブレーズ』というギミックを併せ持ちつつ、自ら創立したIWAミッドサウスを主戦場として活動してきた。

## 来歴

### 20世紀
メリーランド州のボルチモアに生まれたものの、いつしか父親とともにケンタッキー州のルイビルへと移住。やがてアクセル・ロッテンから受けたわずか10日間の訓練を経て、1990年にプロレスラーとしてのデビューを飾った。
それからしばらくの間にわたってジェリー・ローラーから着想を得たジョニー・ローラーというギミックをもって活動していたものの、それがジェリー・ローラー本人を激昂させてしまったことから、ホッケーの選手を演じたザック・ブレーズというギミックに鞍替え。ところがこのギミックがスカンドル・アクバからの不評を買ったことで、師のアクセル・ロッテンの提案をもとに、そのアクセル・ロッテンの兄弟を演じたイアン・ロッテンというギミックを名乗るようになった。
アクセル・ロッテンと組んだ『バッド・ブリード』というタッグでグローバル・レスリング・フェデレーションという団体のマットに参戦し、この団体のタッグ王座を獲得。1993年からエクストリーム・チャンピオンシップ・レスリング(ECW)に参戦するようになり、それから1990年代中盤までをこの団体のマットに活動した。
やがてECWを退団し、妻とともに地元ルイビルへと帰還したうえで、1996年にIWAミッドサウスを設立。 その翌1997年の初開催となったこの団体の大会―キング・オブ・ザ・デスマッチに自らも参戦し、勝ち進んだ末に決勝戦でアクセル・ロッテンを下し、この大会の初代優勝者の座を獲得。 それから世紀の終幕に至るまでこの団体を主戦場として活動した。

### 21世紀
2003年になるとコンバット・ゾーン・レスリング(CZW)のマットに参戦し始め、有刺鉄線や画鋲を用いた数多のデスマッチを敢行。ジョン・ザンディグ、ニック・ゲージ、ネクロ・ブッチャーなどの面々を相手に勝利を収めたのちに、CZWのトーナメント・オブ・デスに初参戦するも、ニック・モンドに敗れたことで王座にまでは至らなかった。
やがてIWAミッドサウスへと舞い戻ったうえで、JCベイリーを始めとする数多のレスラーらとの『ハードコア』の歴戦を重ねたのちに、2005年の3月に再びCZWに参戦し、JCベイリーの保持していたCZWウルトラバイオレントアンダーグラウンド王座に挑戦するも、敗退。 この年にはトーナメント・オブ・デスへと再び参戦することになり、馴染みのネクロ・ブッチャーと1回戦目で対戦したものの、そのまま敗退するに至った。
2006年からはプロレスリング・アンプラグド(PWU)に参戦するようになり、さっそくコーポラル・ロビンソンを破ってこの団体のハードコア王座を獲得。更にはIWAディープサウスのマットで弟子のミッキー・ナックルズと組んでタッグ王座を獲得した。
2007年にはIWAイーストコーストのデスマッチ選手権―マスターズ・オブ・ペインに参戦し、観客持参の凶器を用いた一回戦目を戦うも、そのまま敗退。 やがてPWUのマットでミッキー・ナックルズとの決戦を行い、自身最後のECWアリーナの晴れ舞台となったこの試合で勝利を収めた。
そうして1990年代から2000年代へと数多の流血戦を戦い続けたロッテンは、いつしか、いわゆる『ハードコア』の伝説的人物の一人として語られるようにもなり、その活動の傍らで幾名かの『ハードコア』の人材を送り出してきてもいる。自身での獲得は叶わずに終わったCZWウルトラバイオレントアンダーグラウンド王座を奪取したドレイク・ヤンガーや、クリス・ヒーローとともに育てた、『北アメリカのハードコアの女王』の呼び声を得るまでの存在となったミッキー・ナックルズ、キング・オブ・ザ・デスマッチの常連にしてその覇者ともなったコーポラル・ロビンソンやミッチ・ペイジやローリン・ハードなどがそうである。

## 戴冠歴
- IWAミッドサウス

ヘビー級王座×8
タッグ王座×5
- ウエストサイド・エクストリーム・レスリング

ハードコア王座×1
世界ヘビー級王座×1
他多数